# 애그니스 에어스
애그니스 에어스(Agnes Ayres, 1898년 4월 4일 ~ 1940년 12월 25일)는 미국의 배우이다. 무성 영화 시대 유명 배우였으며, 영화 《세이크》(The Sheik)의 '다이애나 마요' 부인으로 이름을 알렸다.